# インノケンティウス10世の肖像
『インノケンティウス10世の肖像』(伊: Ritratto di Innocenzo X、英: Portrait of Innocent X) は、バロック期のスペインの巨匠ディエゴ・ベラスケスが1650年ごろにローマ教皇インノケンティウス10世をモデルに制作した油彩によるキャンバス上の肖像画で、西洋絵画史上の代表的な肖像画の1点に数えられる傑作である。多くの画家、批評家が本作を絶賛してきた。イギリスでロイヤル・アカデミーを創始した画家ジョシュア・レノルズが本作をローマでもっとも素晴らしい絵画と評したことが古いイギリスのガイドブックに記されている。フランスの哲学者・批評家イポリット・テーヌは本作を「あらゆる肖像画中の傑作」と見なし、「一度見たら忘れられない」と述べた。その迫真的出来栄えは当時、側近がこの作品を本人と見間違うほどであり、教皇から褒章としてベラスケスに彫像入りの金メダルが贈られた。作品はローマのドーリア・パンフィーリ美術館に所蔵されている。

## 背景
ベラスケスは1649年5月から1651年にかけて約1年半にわたって、2度目のイタリア滞在をした。この滞在の目的は、スペインの画家・美術著作者アントニオ・パロミーノが記しているように「オリジナルの絵画と古代彫像を買い付け、最も有名なものはそれらの鋳型をとる (『絵画館と視覚規範』III、1724年) ためであった。加えて、ローマ教皇への特別使節という高度な政治的使命をもっていたこのイタリア訪問は、聖年を控えていたという理由もあって、スペインからも枢機卿たちがローマに着任していた。ベラスケスはパンフィーリ家やそのライヴァルのバルベリーニ家に厚遇され、スペイン国王フェリペ4世のために古代彫刻を獲得するという困難な使命にも便宜が図られた。絵画については、ベラスケスは王のためにパオロ・ヴェロネーゼの『ヴィーナスとアドニス』（プラド美術館）や、ティントレットの『ヨセフとポティファルの妻』など旧約聖書主題の6連作（プラド美術館）を購入している。

## 作品
ベラスケスが2度目のイタリア滞在期に制作した肖像画は『フアン・デ・パレーハの肖像』（メトロポリタン美術館）など5点現存しているが、それらの中でも最も名高い本作は1649年12月からの聖年を記念して制作されたらしい。モデルであるパンフィーリ家出身のインノケンティウス10世（1576年 - 1655年）は1644年、ローマ教皇に選出された。彼は教皇大使としてマドリードに赴任（1626年 - 1630年）していたことがあり、ベラスケスとは旧知の間柄であった。画家にとって教皇はスペイン国王フェリペ4世以上に尊敬すべき存在だったはずである。作品中の教皇の右手には、「インノケンティウス10世に。カトリック王陛下の宮廷画家ディエゴ・デ・シルバ・ベラスケス筆、1650」と記されている。なお、この作品の制作に際し、ベラスケスは教皇にサンティアゴ騎士団の入団審査への支援を要請している。結局、画家は1659年、60歳の時にこのサンティアゴ騎士団の称号を授与されることになった。
本作の四分の三斜め向きのポーズや衣装、手の位置など先人ティツィアーノやエル・グレコに倣った肖像形式は伝統的なものである。教皇の額からは汗が吹き出しそうで、おそらく8月に内密な環境で描かれたと思われる。夏用の紅絹のモゼッタ（肩マント）を羽織った威厳ある姿であるが、醜男で知られた教皇の一瞬の容貌を捉え、強い猜疑心、現世欲、職務への不屈の情熱など屈折して、複雑なモデルの人間性があますところなく表現されている。色彩の面では、緞帳、椅子の背、教皇帽、そして肩マントの光と影の間では深紅のシンフォニーがある。法衣の白も光と影の中で微妙な諧調を達成している。ドイツの新古典主義の画家アントン・ラファエル・メングスは、「賦彩の点でティツィアーノの方が優れているとしても、光と影の理解度と空気遠近法の点では、ベラスケスの方がはるかに優れている」と述べている。